# Акціонерний сертифікат
Акціоне́рний сертифіка́т — документ, що засвідчує право власності на акції. Дивіденди А. с. перераховуються власнику поштою. У разі перепродажу акції трансфер-агент фірми переоформлює право власності на покупця (нового власника) і видає йому новий сертифікат.